# Boneco de posto
Boneco de posto (ou boneco biruta) é um boneco feito com um tecido semelhante ao de uma biruta no qual um ventilador sopra por baixo inflando os bonecos que geralmente movimentam os "braços". São muito usados em postos de gasolina, borracharias e concessionárias de automóveis além de outros estabelecimentos do comércio.
Peter Minshall, um artista de Trinidad e Tobago, criou o conceito, que foi desenvolvido por uma equipe que incluía os artistas israelenses Doron Gazit e Arieh Dranger, para os Jogos Olímpicos de Verão de 1996.